# Los huérfanos
Los huérfanos (del indonesio: Pengabdi Setan) es una película indonesia perteneciente al género de terror del año 2017, escrita y dirigida por Joko Anwar. Es un remake–precuela de la película homónima de 1980, dirigida por Sisworo Gautama Putra. La trama sigue a una familia ahora pobre y desventurada, perseguida por la muerte de la madre, quien murió después de estar postrada en cama durante tres años por una enfermedad extraña y debilitante.
Desde el 7 de noviembre de 2017, la película ha sido vista por 4.2 millones de espectadores, convirtiendo a Pengabdi Setan en la película nacional más vendida de Indonesia en el año 2017. La película fue lanzada en un total de 42 países, incluyendo Malasia, Singapur, Japón, Alemania y los Estados Unidos.

## Argumento
Ambientada en el año de 1981, Sara vive en las afueras de Yakarta en una casa en ruinas, con su madre, Mawarni, su abuela en silla de ruedas, Rahma; su padre y sus tres hermanos menores: Tony, Bondi. La familia vive en medio de graves dificultades financieras ya que su madre, Mawarni, está enferma y postrada en la cama, mientras que las regalías de su anterior carrera como cantante se han secado hace tiempo. Su madre usa una campana para pedir ayuda, ya que no puede gritar o caminar. A medida que su salud empeora, Tony vende su motocicleta y otras pertenencias para ayudar a la familia.
Una noche, ya muy tarde, Rini escucha la campana de su madre y sube a su habitación solo para verla de pie junto a la ventana. Muy sorprendida Rini se acerca, la campana suena otra vez y se muestra a su madre todavía acostada en la cama. La figura de pie junto a la ventana gira la cabeza, sorprendiendo a Rini solo para que se despierte de una pesadilla. Rini escucha la campana otra vez y los eventos se desarrollan como lo hizo antes, excepto que es la madre de Rini la que se da vuelta y se derrumba. Rini grita en estado de shock, obligando a su padre a entrar apresuradamente a la habitación que declara solemnemente que su madre está muerta. La familia de Rini está familiarizada con el Ustad quien dirige el funeral de Mawarni. El hijo de Ustad, Hendra, se presenta a Rini. Al día siguiente, el padre de Rini se va a la ciudad para resolver una disputa financiera. Después de la muerte de su madre, los tres hermanos experimentan actividades paranormales y apariciones de testigos que se asemejan a la figura de su madre.
Una mañana, Rini sale a caminar con Hendra, quien revela que había visto una figura que se parecía a Mawarni en su ventana. Él le informa que es otra cosa que ha asumido su forma pero que en realidad no es su madre. Mientras tanto, se ve a la abuela escribiendo una carta en su habitación, pero luego aparece en otra habitación con expresión angustiada mientras se levanta de su silla de ruedas. Cuando Rini y Bondi regresan a casa, se sorprenden al descubrir el cadáver de su abuela dentro del pozo. La familia continúa con su funeral en ausencia de su padre. Rini descubre la carta dirigida a Budiman Syailendra. Acompañado por Hendra, ella visita la dirección para entregar la carta. Budiman le informa que él es el amigo de la infancia de su abuela y el compañero de clase de su abuelo. Él revela que su abuela originalmente no aprobó el matrimonio de su padre con Mawarni. Los artistas no fueron vistos como prospectos respetables, y se pensó que era infértil antes de dar a luz a Rini y sus hermanos. Budiman le da a Rini un folleto con información que él escribió que podría ayudar a explicar su situación.
Tony, leyendo el artículo de la revista Maya de Budiman sobre los esclavos de Satanás, reúne información del recuerdo de su infancia de acompañar a su madre en las funciones de la industria y encontrarse con personas que siempre estaban presentes pero rara vez hablaban con otros huéspedes, infiriendo que estaban cuidando a su madre. Él le dice a Rini que su madre puede haber estado conectada a esta secta satánica, que permite que las mujeres estériles tengan hijos por medio de la adoración a Satanás, pero con la condición de que el último hijo sea entregado al culto a la edad de siete años. Rini encuentra la historia difícil de creer. Después de más experiencias paranormales, busca ayuda del Ustad que revisa su casa y aconseja que realicen el Salah para orar a Allah con regularidad. Esa noche, mientras Rini practica el Salah en su Mukena está obsesionada por la figura fantasmal que la impulsó a ella y a sus hermanos a correr a la casa de los Ustad en busca de refugio.
Al día siguiente, Tony le revela a Rini que, según el artículo, su madre no estaba embarazada de su esposo, sino de mis miembros del culto. Hendra visita a Budiman siguiendo una llamada telefónica para recopilar un artículo que escribió como una corrección al que está en el folleto. En su camino de regreso, Hendra cae de su motocicleta y es aplastado por un camión. Su cuerpo es llevado a la casa de Ustad por residentes locales donde Rini encuentra la carta. Esa noche, Rini ve una aparición que se asemeja a Hendra fuera de la ventana antes de ser arrastrada cuando ella fue a cerrar la ventana. Su padre regresa y se lleva a los niños a casa antes de romper mientras está informado de la muerte de su abuela. Cuando Rini lo confronta para preguntarle de qué le estaba hablando a su madre la noche en que murió, escuchan los gritos de Ian. El padre se zambulle en el pozo para rescatar a Ian.la experiencia del poltergeist hasta ahora, mientras que la casa está rodeada de figuras probablemente de la secta satánica. Nunca entran a la casa, pero el poltergeist intenta arrastrar a Ian pero es salvado por su hermano Bondi.
Al día siguiente, esperan que un camión se mude de la casa, un día antes del séptimo cumpleaños de Ian. Ustad visita su casa pero el camión no llega. A medida que cae la noche, experimentan un apagón eléctrico y la familia se va a sus habitaciones a dormir mientras el Ustad descansa junto a la mesa del comedor. Rini despierta a Tony después de leer la carta que dice que el último hijo no es en realidad un sacrificio sino un descendiente de Satanás. El padre se despierta en la cama para ver el cadáver de Mawarni a su lado, mientras que abajo, Bondi ve a Ian hablando ininteligiblemente mientras mira por la ventana. El ex trío escapa abajo solo para presenciar el Ustad asesinado por los muertos vivientes cuando entran en su casa. La familia encuentra a Bondi y luego nota que Ian sale al patio trasero. El padre lo sigue pero no lo salva, ya que Ian se encuentra junto a su madre cadáver undead con docenas más detrás de ellos. Tony lo arrastra adentro, mientras que los muertos vivientes se acercan a la casa mientras se esconden en la sala de estar. El espíritu de su abuela ralentiza a los muertos vivientes al retener la puerta; Budiman llega por la puerta principal para rescatar a la familia que luego se encuentra con su camioneta. Un año después, la familia se estableció en elpisos y son visitados por un vecino que les da comida. La vecina regresa a su departamento y habla con Batara, y se revela que ella es Darminah, la antagonista de la película original.

## Elenco
- Tara Basro como Rini, hermana de 22 años de edad.
- Bront Palarae como Padre.
- Ayu Laksmi como Mawarni Suwono, madre.
- Endy Arfian como Tony, hermano de 16 años.
- Nasar Anuz como Bondi, hermano de 10 años.
- Muhammad Adhiyat como Ian, hermano de 6 años.
- Elly D. Luthan como Rahma Saidah, abuela.
- Dimas Aditya como Hendra, el hijo de Ustad.
- Arswendi Nasution como el Ustad.
- Egy Fedly como Budiman.
- Fachry Albar como Batara.
- Asmara Abigail como Darminah.

## Producción
Obtener la confianza y aprobación para producir una nueva versión de la vieja película de terror Pengabdi Setan (película de 1980) no fue un proceso fácil para el director Joko Anwar. Desde que dirigió la película Janji Joni unos 10 años antes, Joko declaró querer hacer una nueva versión de la película de terror de los 80. Joko reveló, que Pengabdi Setan es una película original que movilizó a Joko para convertirse en un cineasta. Después de un extenso proceso de persuasión, finalmente se probó la seriedad para rehacer la película, Joko logró llamar la atención del productor de Rapi Films, Sunil Samtani. Casualmente, Rapi Films se ocuparía de rehacer la película, aunque la casa de producción en realidad ya tenía un candidato a director. Afortunadamente, la idea de Joko pareció más atractiva para Sunil. Sin embargo, después de haber confirmado con éxito como nuevo director de cine de Pengabdi Setan, Joko Todavía necesita dirigir la producción de la película para que fuese mejor que la anterior.
Una de las luchas más difíciles de Joko fue la búsqueda de un lugar de rodaje que se considere representante de la visualización de la historia. Él confesó que fue bastante difícil durante el período de producción. Antes de encontrar la ubicación correcta en Pangalengan, el equipo de producción de Pengabdi Setan tardó cuatro meses en buscar. Comienza desde la búsqueda en el área de Yakarta. Mientras buscaban en el área de Puncak Bogor, West Java, Joko dijo que su equipo siempre necesitó una buena ubicación e interesante. Pero el permiso de restricción del propietario y después de la retracción no se considera adecuado, comenzaron a buscar en otra parte. La búsqueda por ubicación se expandió, hasta que finalmente se encontró una casa antigua en el área de Pangalengan que se encuentra lo suficientemente lejos de la ubicación inicial deseada.
Sunil dijo que Pengabdi Setan, desde la idea de la historia, el guion hasta la dirección de Joko Anwar, requiere más presupuesto que la película de terror que solía hacer, ya que decidieron mantener la sensación de la época de los 80 como en la película original. Explicó que el equipo de producción incluso rediseñó una antigua casa en Pangalengan, Java Occidental, para convertirse en el lugar donde se fabricaría la nueva Pengabdi Setan. Esto se hizo con el fin de "satisfacer" los matices que el director quería. Aunque no explicó la nominalidad directa requerida para revivir el 'espíritu' en Pengabdi Setan, Sunil se aseguró de que el presupuesto excediera los 2 mil millones de rupias indonesias.

## Banda sonora
La banda sonora de la película Pengabdi Setan está dirigida por Aghi Narottama, Tony Merle y Bemby Gusti. El director Joko Anwar dijo que hay al menos cinco canciones en el álbum más otras 16, por lo que habrá un total de 21 pistas. Tres de ellos fueron lanzados el 19 de octubre de 2017 en Spotify e iTunes.
| Pengabdi Setan (Original Soundtrack) |                                                                                    |            |          |  |
| N.º                                  | Título                                                                             | Performer  | Duración |  |
| 1.                                   | «Kelam Malam» (Dark Night)                                                         | The Spouse | 2:42     |  |
| 2.                                   | «Karma»                                                                            | The Spouse | 3:46     |  |
| 3.                                   | «Kelam Malam» (Vinyl Version)                                                      | The Spouse | 2:42     |  |
| 4.                                   | «Serenade»                                                                         | The Spouse |          |  |
| 5.                                   | «Mala Pujaan Hatiku» (My Darling Mala)                                             | Anwar      |          |  |
| 6.                                   | «Di Wajahmu Kulihat Bulan» (I See the Moon on Your Face; originally by Sam Saimun) | The Spouse | 3:10     |  |

## Lanzamiento
Pengabdi Setan se estrenó en Indonesia en el Epicentrum XXI, Kuningan, South Jakarta el 20 de septiembre de 2017. La película se estrenó en todos los cines indonesios el 28 de septiembre de 2017, y en Malasia y Singapur el 23 de noviembre de 2017. La película también fue lanzada en otros 42 países.

## Recepción

### Taquilla
A finales del año 2017, Pengabdi Setan logró recaudar 155 mil millones de rupias ($ 11.5 millones de dólares) en Indonesia, y 6 millones de RM ($ 1.5 millones) en la vecina Malasia, siendo este último país su lugar como la película indonesia más taquillera de todos los tiempos venciendo a Ada Apa Dengan Cinta? 2, en su registro colectivo de taquilla en bruto 4.6 millones de RM en 2016. En México, Pengabdi Setan (conocida como Los Huérfanos) fue clasificada en sexto lugar en la taquilla de México los días 2-4 de marzo de, del año 2018; recaudó $ 233,763 en su primer lanzamiento de la semana. El 3 de abril de 2018 se abrió en el número 1 en Hong Kong. De vuelta en su país de origen en Indonesia, Pengabdi Setan se convirtió en la película indonesia más vendida en el año 2017, y se ubicó en el cuarto lugar de las películas indonesias más vendidas de todos los tiempos.

### Respuesta crítica
John Lui de The Straits Times le dio a Pengabdi Setan 3.5 estrellas de 5 y escribió que "los sustos están cuidadosamente sincronizados y espaciados entre muchos momentos de construcción de personajes, mostrando la cercanía de la familia. Estos bits de la telenovela han envejecido lo menos posible, pero hay una sensación discreta en estos momentos de piedad filial que es completamente moderna". En Variety Richard Kuipers escribió que la película tiene una alta calificación 'cuando se trata de la tarea fundamental de la película de terror que envía escalofríos a la espalda y acelerando el pulso'. James Marsh del South China Morning Post le dio a la película 3/5 estrellas, diciendo "un cuento de lenta combustión que se construye a una conclusión caótica y algo confusa, Los huérfanos esta lleno de ideas."  Jonathan Barkan de Dread Central le dio a la película 3.5 estrellas de 5, escribiendo" sin duda, los huérfanos es ciertamente espeluznante". Esta nueva versión del terror oculto de Indonesia lo hace bien". Escribiendo para SciFiNow, Anton Bitel le dio a la película 4 de 5 estrellas, diciendo "giros de espejo, repeticiones y doppelgängers son imágenes apropiadas para una película que es en sí misma una repetición (con variaciones considerables) de la película del mismo nombre de Sisworo Gautama Putra, la misma película que inspiró a Anwar a convertirse en escritor/director de películas de género".

## Premios y nominaciones
| Premio                                  | Fecha de ceremonia      | Categoría                                               | Nominados                                        | Resultado | Ref.          |
| --------------------------------------- | ----------------------- | ------------------------------------------------------- | ------------------------------------------------ | --------- | ------------- |
| Indonesian Film Festival (Citra Awards) | 11 de noviembre de 2017 | Mejor Película                                          | Pengabdi Setan                                   | Nominado  | [ 33 ] [ 34 ] |
| Indonesian Film Festival (Citra Awards) | 11 de noviembre de 2017 | Mejor Director                                          | Joko Anwar                                       | Nominado  | [ 33 ] [ 34 ] |
| Indonesian Film Festival (Citra Awards) | 11 de noviembre de 2017 | Mejor guion adaptado                                    | Joko Anwar                                       | Nominado  | [ 33 ] [ 34 ] |
| Indonesian Film Festival (Citra Awards) | 11 de noviembre de 2017 | Mejor Fotografía                                        | Ical Tanjung                                     | Ganador   | [ 33 ] [ 34 ] |
| Indonesian Film Festival (Citra Awards) | 11 de noviembre de 2017 | Mejor Edición                                           | Arifin Cu'unk                                    | Nominado  | [ 33 ] [ 34 ] |
| Indonesian Film Festival (Citra Awards) | 11 de noviembre de 2017 | Mejor Dirección de arte                                 | Allan Sebastian                                  | Ganador   | [ 33 ] [ 34 ] |
| Indonesian Film Festival (Citra Awards) | 11 de noviembre de 2017 | Mejores efectos visuales                                | Finalize Studios (Heri Kuntoro and Abby Eldipie) | Ganador   | [ 33 ] [ 34 ] |
| Indonesian Film Festival (Citra Awards) | 11 de noviembre de 2017 | Mejor Makeup                                            | Darwyn Tse                                       | Nominado  | [ 33 ] [ 34 ] |
| Indonesian Film Festival (Citra Awards) | 11 de noviembre de 2017 | Mejor Diseño de Vestuario                               | Isabelle Patrice                                 | Nominado  | [ 33 ] [ 34 ] |
| Indonesian Film Festival (Citra Awards) | 11 de noviembre de 2017 | Mejor Sonido                                            | Khikmawan Santosa and Anhar Moha                 | Ganador   | [ 33 ] [ 34 ] |
| Indonesian Film Festival (Citra Awards) | 11 de noviembre de 2017 | Mejor rendimiento Original                              | Aghi Narottama, Tony Merle, and Bemby Gusti      | Ganador   | [ 33 ] [ 34 ] |
| Indonesian Film Festival (Citra Awards) | 11 de noviembre de 2017 | Mejor canción original                                  | "Kelam Malam" by The Spouse                      | Ganador   | [ 33 ] [ 34 ] |
| Indonesian Film Festival (Citra Awards) | 11 de noviembre de 2017 | Mejor Actor infantil                                    | Muhammad Adhiyat                                 | Ganador   | [ 33 ] [ 34 ] |
| Maya Awards                             | 16 de diciembre de 2017 | Mejor Film                                              | Pengabdi Setan                                   | Nominado  | [ 35 ] [ 36 ] |
| Maya Awards                             | 16 de diciembre de 2017 | Mejor Director                                          | Joko Anwar                                       | Ganador   | [ 35 ] [ 36 ] |
| Maya Awards                             | 16 de diciembre de 2017 | Mejor Guion adaptado                                    | Pengabdi Setan                                   | Nominado  | [ 35 ] [ 36 ] |
| Maya Awards                             | 16 de diciembre de 2017 | Mejor actriz secundaria                                 | Ayu Laksmi                                       | Nominado  | [ 35 ] [ 36 ] |
| Maya Awards                             | 16 de diciembre de 2017 | Mejor fotografía                                        | Ical Tanjung                                     | Nominado  | [ 35 ] [ 36 ] |
| Maya Awards                             | 16 de diciembre de 2017 | Mejor Edición                                           | Arifin Cu'unk                                    | Ganador   | [ 35 ] [ 36 ] |
| Maya Awards                             | 16 de diciembre de 2017 | Mejor Dirección de Arte                                 | Allan Sebastian                                  | Nominado  | [ 35 ] [ 36 ] |
| Maya Awards                             | 16 de diciembre de 2017 | Mejor Efectos especiales                                | Finalize Studios                                 | Nominado  | [ 35 ] [ 36 ] |
| Maya Awards                             | 16 de diciembre de 2017 | Mejor Makeup & Hairstyling                              | Darwyn Tse                                       | Nominado  | [ 35 ] [ 36 ] |
| Maya Awards                             | 16 de diciembre de 2017 | Mejor Diseño de vestuario                               | Isabelle Patrice                                 | Nominado  | [ 35 ] [ 36 ] |
| Maya Awards                             | 16 de diciembre de 2017 | Mejor Diseño de sonido                                  | Anhar Moha, Khikmawan Santosa                    | Ganador   | [ 35 ] [ 36 ] |
| Maya Awards                             | 16 de diciembre de 2017 | Mejor rendimiento                                       | Aghi Narottama, Tony Merle, and Bemby Gusti      | Nominado  | [ 35 ] [ 36 ] |
| Maya Awards                             | 16 de diciembre de 2017 | Mejor tema cantado                                      | "Kelam Malam" by The Spouse                      | Ganador   | [ 35 ] [ 36 ] |
| Maya Awards                             | 16 de diciembre de 2017 | Mejor rendimiento juvenil                               | Muhammad Adhiyat                                 | Ganador   | [ 35 ] [ 36 ] |
| Maya Awards                             | 16 de diciembre de 2017 | Mejor rendimiento juvenil                               | Nasar Anuz                                       | Nominado  | [ 35 ] [ 36 ] |
| Maya Awards                             | 16 de diciembre de 2017 | Arifin C. Noer Award for Non-Effective Brief Appearance | Joko Anwar                                       | Nominado  | [ 35 ] [ 36 ] |
| Indonesian Box Office Movie Awards      | 23 de marzo de 2018     | Mejor Box Office Movie                                  | Pengabdi Setan                                   | Ganador   | [ 37 ] [ 38 ] |
| Indonesian Box Office Movie Awards      | 23 de marzo de 2018     | Mejor Director                                          | Joko Anwar                                       | Ganador   | [ 37 ] [ 38 ] |
| Indonesian Box Office Movie Awards      | 23 de marzo de 2018     | Mejor Guionista                                         | Joko Anwar                                       | Nominado  | [ 37 ] [ 38 ] |
| Indonesian Box Office Movie Awards      | 23 de marzo de 2018     | Mejor Actor en rol principal                            | Bront Palarae                                    | Nominado  | [ 37 ] [ 38 ] |
| Indonesian Box Office Movie Awards      | 23 de marzo de 2018     | Mejor Actor en rol de soporte                           | Endy Arfian                                      | Nominado  | [ 37 ] [ 38 ] |
| Indonesian Box Office Movie Awards      | 23 de marzo de 2018     | Mejor Actriz en rol de soporte                          | Ayu Laksmi                                       | Ganador   | [ 37 ] [ 38 ] |
| Indonesian Box Office Movie Awards      | 23 de marzo de 2018     | Mejor Newcomer                                          | Muhammad Adhiyat                                 | Ganador   | [ 37 ] [ 38 ] |
| Indonesian Box Office Movie Awards      | 23 de marzo de 2018     | Mejor Póster fílmico                                    | Pengabdi Setan                                   | Nominado  | [ 37 ] [ 38 ] |
| Indonesian Box Office Movie Awards      | 23 de marzo de 2018     | Mejor Tráiler Cinematográfico                           | Pengabdi Setan                                   | Ganador   | [ 37 ] [ 38 ] |
| Indonesian Box Office Movie Awards      | 23 de marzo de 2018     | Mejor Banda Sonora Original                             | "Kelam Malam" by The Spouse                      | Ganador   | [ 37 ] [ 38 ] |
| Indonesian Box Office Movie Awards      | 23 de marzo de 2018     | Box Office Movie of the Year                            | Pengabdi Setan                                   | Ganador   | [ 37 ] [ 38 ] |
| Indonesian Box Office Movie Awards      | 23 de marzo de 2018     | Top 10 Box Office Movie of 2017                         | Pengabdi Setan                                   | Ganador   | [ 37 ] [ 38 ] |
| Overlook Film Festival                  | 25 de abril de 2018     | Feature Film Jury Prize                                 | Los huérfanos                                    | Ganador   | [ 39 ]        |
| Cinepocalypse                           | 29 de junio de 2018     | Mejor Director                                          | Joko Anwar                                       | Ganador   | [ 40 ]        |

## Secuela
En una entrevista del 9 de octubre de 2017 con The Jakarta Post, el director Anwar reveló que la película era una precuela del original y que se planificó una secuela, con la película original siendo ahora la tercera parte de una trilogía. El 18 de diciembre de 2017, el productor ejecutivo Sunil Samtani dijo que Rapi Films había estado discutiendo el plan del proyecto de la continuación de Pengabdi Setan. La película está prevista para su lanzamiento en el año 2019 y Joko Anwar aún estará involucrado. El 23 de marzo de 2018, Samtani reveló que todavía no habían ideado un guion, pero la filmación comenzaría en el 2019. Agregó que las estrellas de las películas existentes habían expresado su interés en regresar, pero le toca a Anwar decidir sobre los actores.